# Raimond Castaing

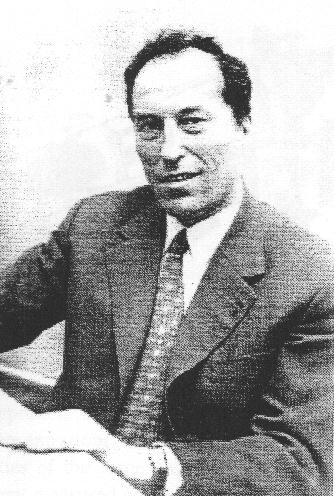
Raimond Castaing

Raimond Bernard René Castaing (* 28. Dezember 1921 in Monaco; † 10. April 1998) war ein französischer Physiker.

## Laufbahn
Castaing ging im Fürstentum Monaco, in Condom und in Toulouse zur Schule. Ab 1940 studierte er Physik an der École normale supérieure von Paris (ENS) und an der Universität Paris, unterbrochen vom Arbeitsdienst 1943/44. Er besuchte auch Vorlesungen von Frédéric Joliot-Curie, der am Collège de France lehrte, sowie Lehrveranstaltungen von Alfred Kastler und Anderen an der ENS. 1946 machte er an der ENS seinen Abschluss und war ab 1947 Ingenieur bei der staatlichen Weltraumforschungsorganisation ONERA. 1951 wurde er bei André Guinier promoviert. Dabei entwickelte er die nach ihm benannte Mikrosonde, die Materialuntersuchungen im Mikrometerbereich aus der Analyse der Röntgenspektren nach Elektronen-Beschuss ermöglichte (Elektronenstrahlmikroanalyse, EPMA, Electron Probe Micro Analysis). Ende der 1950er Jahre war er auch an der Entwicklung der Sekundärionen-Massenspektrometrie (SIMS) beteiligt (mit seinem Studenten Georges Slodzian). Die erste Demonstration erfolgte 1960 und die weitere Entwicklung erfolgte bei der Firma Cameca und es kam zu einem Konkurrenzkampf mit dem in den USA von Richard Herzog und Helmut Liebl entwickelten SIMS. 1952 wurde er Dozent (Maître de conferences) an der Universität Toulouse und ab 1956 an der Universität Paris. Ab 1959 war er Professor an der Universität Paris in Orsay, wo er das Labor für Festkörperphysik mit Jacques Friedel und anderen gründete.
Er war 1968 bis 1973 wissenschaftlicher Direktor, später Generaldirektor der ONERA. Ab 1982 war er im nationalen französischen Rat für Fragen der Reaktorsicherheit und ab 1987 im nationalen französischen Komitee für Kernenergie. In dieser Funktion stand er 1996 einer staatlichen Kommission vor, die den Superphénix Reaktor beurteilen sollte. Er war 1984 bis 1987 im Aufsichtsrat des  französischen Stahlkonzerns Usinor.
1966 erhielt er den Holweck-Preis, 1975 die Médaille d’or du CNRS und 1977 die Roebling-Medaille der Mineralogischen Gesellschaft von Amerika. 1968 wurde er Mitglied der Deutschen Akademie der Naturforscher Leopoldina. 1977 wurde er auch Mitglied der Académie des sciences.